# Bund Reichskriegsflagge
Der Bund Reichskriegsflagge oder Verband Reichskriegsflagge war eine von Ernst Röhm 1923 gegründete paramilitärische Vereinigung.
Der Bund Reichskriegsflagge entstand als eine Abspaltung von besonders rechtsradikalen Teilen des politisch etwas gemäßigteren Wehrverbandes Reichsflagge. Namentlich dessen Ortsgruppen Memmingen, Schleißheim, Augsburg und München schlossen sich zur aggressiveren Reichskriegsflagge zusammen, nachdem sie wegen Gehorsamsverweigerung aus der Reichsflagge ausgeschlossen worden waren. 
Führer der Reichskriegsflagge war zunächst offiziell der ehemalige Offizier Joseph Seydel, während im Hintergrund Ernst Röhm, damals noch Offizier beim Münchener Wehrkreiskommando, die Fäden zog. Nach Röhms Ausscheiden aus der Reichswehr im Herbst 1923 übernahm er selbst die Führung der Organisation. Nach der Bildung des sogenannten Kampfbundes, eines Zusammenschlusses mehrerer rechtsgerichteter Wehrverbände (außer der Reichskriegsflagge waren der Freikorps Oberland und die Sturmabteilung der NSDAP beteiligt), wurde die Reichskriegsflagge mit den anderen Organisationen des Kampfbundes am 25. September 1923 der politischen Leitung von Adolf Hitler unterstellt, während das militärische Kommando bei Hermann Kriebel lag. 
Der Bund Reichskriegsflagge beteiligte sich in der gesellschaftlich äußerst kritischen Notsituation während der Deutschen Hyperinflation 1923 am Hitler-Ludendorff-Putsch vom 9. November 1923. Der Bund wurde kurz nach dessen Niederschlagung durch eine Anordnung der bayerischen Regierung verboten. 1925 wurde er kurzzeitig wiedergegründet, kurz darauf aber mit dem Tannenbergbund vereinigt.
Bekannte Mitglieder des Bundes waren außer Röhm und Seydel auch Martin Faust, Gerhard von Prosch, Fritz von Kraußer und Heinrich Himmler.